# SWEET WAY
「SWEET WAY」（スウィート ウェイ）は、日本の音楽ユニット、faithのメジャー2枚目のシングルである。2005年10月5日発売。発売元はキングレコード。

## 概要
- PV監督はH.H.[2]。
- ケンウッド製のデジタルオーディオプレーヤー、Media Keg「HD30GA9」には「SWEET WAY」がプリインストールされている[3]。

## 収録曲
1. SWEET WAY[5:05]
作詞・作曲：Jam／編曲：faith
2. ストーク[3:26]
作詞：Jam／作曲：WEEVA／編曲：faith
3. SWEET WAY (instrumental)[5:04]
4. ストーク (instrumental)[3:22]

## 収録アルバム
- オリジナル『Letter To The Future』（2006年2月15日）
- リミックス『Classical Mixes+Movies』（2007年7月11日）
※groovy mix
- ベスト『faithful BEST』（2009年2月11日）